# Horváth család (szentgyörgyi)

A szentgyörgyi Horváth család címere

A szentgyörgyi nemes és báró Horváth család egy régi eredetű magyar nemesi család. A híres füredi Anna-bál is e családhoz köthető, az első ilyen bált szentgyörgyi Horváth Krisztina tiszteletére tartották 1825-ben. Szentgyörgyi Horváth János Fülöp (1777-1841) királyi táblai ülnök és Borsodi és Katymári Latinovits Anna (1783-1862) lánya volt Horváth Krisztina (1805-1827), aki több nevet használt, köztük "Konstancia" is. Zsigmond 1790-96-ban követ volt, majd Békés vármegye főispánjává tették meg. Általa lett igazán ismert a család neve. Fiai közül Zsigmond Hugonnaira változtatta a nevét és 1822-ben grófi rangra emelkedett, Antal pedig lovasezredes lett, a Mária Terézia-rend vitéze, 1803-ban bárói címet kapott. 1858-ban egy másik családtag, Sándor osztrák birodalmi bárói rangra emelkedett.

## Története
A család Vas vármegye területéről származik. 1581-ben Horváth másképp Munchych János, felesége Demeter? Klára, valamint fivére Munchych Bálint és Mihály magyar nemes címeres-levelet szerzett adományban Rudolf magyar királytól, amelyet 1582. március 2-án a Vas vármegyében hirdettek ki. Leszármazottjuk, nemes Horváth István 1631-ben új királyi földbirtokadományt szerzett Szentgyörgyre, valamint az ottani hozzátartozó kúriát, és ettől kezdve a család folyamatosan ott gazdagodott, illetve onnantól a földbirtokadománytól fogva a család a "szentgyörgyi" nemesi előnevet kezdte használni. Ez a Horváth István feleségül vette károlypatyi Károly Margit kisasszonyt, akitől született gyermeke szentgyörgyi Horváth János, földbirtokos, aki 1676-ban Vas vármegye alispánja volt. Horváth János vasi alispánnak a hitvese felsőszelestei Szelestey Anna, akinek a szülei Szelestey János és Szalay Zsófia voltak. Horváth János és Szelestey Anna frigyéből 7 gyermek ismert, közülük: szentgyörgyi Horváth Zsigmond (†1717), Vas vármegye alispánja, földbirtokos, valamint szentgyörgyi Horváth József, földbirtokos, aki 1717-ben Vas vármegye alispánja volt.
Szentgyörgyi Horváth József, földbirtokos, aki 1717-ben Vas vármegye alispánja volt feleségül vette mezőszegedi Szegedy Borbála (†1732) kisasszonyt, akinek a szülei Szegedy Pál és Szily Magdolna voltak. Horváth József alispán és Szegedy Borbála házasságából 5 fiúgyermek született, közülük: szentgyörgyi Horváth János (1703–1769), királyi tanácsos, földbirtokos, aki kétszer nősült meg, azonban nem maradt meg leszármazottja; szentgyörgyi Horváth Ferenc (1706–1748), Vas vármegye alispánja, földbirtokos, aki feleségével királydaróczi Daróczy Franciskával (1714–1775) saját ágat alapított; valamint szentgyörgyi Horváth László (1707–?), jómódú földbirtokos, aki kétszer nősült és szintén saját ágat alapított.

## Ferenc ága
Szentgyörgyi Horváth Ferenc (1706–1748), Vas vármegye alispánja, földbirtokos, és királydaróczi Daróczy Franciska (1714–1775) házasságából szentgyörgyi Horváth Zsigmond (1735–1808), királyi kamarás, udvari tanácsos, Békés vármegye főispánja, Szent István rend vitéze, földbirtokos. Első feleségétől románfalvi Fejérváry Anna (†1770) asszonytól származott fia, szentgyörgyi Horváth Zsigmond (1770–1824), királyi kamarás, aki 1810-ben grófi címet szerzett és engedélyt kapott a "Hugonnai" vezetéknév használatára. Ezzel az adománnyal és engedéllyel gróf Hugonnai Zsigmond a gróf Hugonnai családot alapította meg.
Szentgyörgyi Horváth Ferenc (1706–1748), Vas vármegye alispánja, és Daróczy Franciska másik fia, szentgyörgyi Horváth Ferenc (1746–1802), földbirtokos kétszer kötött házasságot. Első neje nemes Oszterhueber Anna (†1794) asszony, akinek az anyja a Tarányi családnak a sarja, nemes Oszterhuber Györgyné Tarányi Anna (1724–1788); Tarányi Anna szülei nyírlaki Tarányi Ferenc (1686– 1749), táblabíró, földbirtokos, aki 1735. november 7-étől 1748. augusztus 1-jéig Zala vármegye első alispánja volt, országgyűlési követe, és gyömörei és teölvári Gyömörey Krisztina voltak. Horváth Ferenc és Oszterhueber Anna frigyéből született szentgyörgyi Horváth Anna (1777–1866), akit 1793. október 6.-án Ukkon vett feleségül hertelendi és vindornyalaki Hertelendy György (1764–1831), Zala vármegye alispánja, táblabírája, földbirtokos. Hertelendy Györgyné szentgyörgyi Horváth Anna további leánytestvérei dabronyi Cseh Józsefné szentgyörgyi Horváth Borbála (1778–1853), bezerédi Bezerédj Boldizsárné szentgyörgyi Horváth Erzsébet (1783–1849), valamint nemes Konyár János huszárné szentgyörgyi Horváth Katalin (1788–1828). Horváth Ferenc (1746–1802), földbirtokos és nemes Oszterhueber Anna (†1794) frigyéből egyetlenegy fiúgyermek, aki tovább vitte a családot: szentgyörgyi Horváth Antal (1780–1850), zalai szolgabíró, földbirtokos kétszer nősült; mindkettő hitvese bonyhádi Perczel János és nemes Adorján Rozália lánya volt. A második feleségét, bonyhádi Perczel Terézia (1775–1851) kisasszonyt, Somlóvásárhelyen 1802. augusztus 8-án vette el. 
Horváth Antal (1780–1850), zalai szolgabíró, és bonyhádi Perczel Terézia (1775–1851) egyik fiúgyermeke szentgyörgyi Horváth György (1806–1860), ügyvéd, táblabíró, letenyei uradalmi ügyész, földbirtokos, aki feleségül vette a szladeoviczi Szladovits családnak a sarját, szladeoviczi Szladovits Magdolna (1809–1859) kisasszonyt, akinek a szülei Szladovits József (1773–1829), táblabíró, cs. és kir. kapitány, nagykanizsai uradalmi ügyész, földbirtokos és a boldogfai Farkas családból való boldogfai Farkas Marianna (1783–1819) voltak. 
Horváth Antal (1780–1850), zalai szolgabíró, és bonyhádi Perczel Terézia (1775–1851) frigyéből származott szentgyörgyi Horváth Pál (1808–1875), zalai szolgabíró, földbirtokos, aki feleségül vette Szentpéterúron 1832. augusztus 19-én rumi és rábadoroszlói Rumy Mária (1811–1847) kisasszonyt. A 8 gyermekes házasságból csak két leánygyermek érte el a felnőttkort: szentgyörgyi Horváth Flóra (1835–1916), akinek a férje szladeoviczi Szladovits Ferenc (1829–1878) jogász, az 1848–49-es forradalom és szabadságharc alatt főhadnagy, földbirtokos; valamint döbrötei Babos Gyuláné szentgyörgyi Horváth Paula (1837–1916)
Horváth Zsigmond (1735–1808), királyi kamarás, udvari tanácsos, Békés vármegye főispánja, Szent István rend vitéze, földbirtokos első nejét románfalvi Fejérváry Annát 1770. május 16-án vesztette el. Neje halála után feleségül vette saárdi Somssich Anna (1745–1790) kisasszonyt, Somssich Antal és Niczky Borbála lányát, aki még 10 gyermekkel ajándékozta meg Horváth Zsigmondot. Az egyik gyermeke Horváth Zsigmondnak és Somssich Annának báró szentgyörgyi Horváth Antal (1773–1812), királyi kamarás, huszár ezredes, aki a Mária Terézia lovagi kitüntetéssel együtt a bárói rangra emelkedett. Horváth Antal báró feleségül vette Szentkirályon 1801. szeptember 13-án mezőszegedi Szegedy Konstancia (1777–1807) kisasszonyt, mezőszegedi Szegedy Mihály és Móric Anna lányát. A magtalan házasságukkal kihalt a szentgyörgyi Horváth családnak a bárói ága.
Horváth Zsigmond (1735–1808), királyi kamarás, udvari tanácsos, Békés vármegye főispánja, és saárdi Somssich Anna (1745–1790) házasságából született szentgyörgyi Horváth János Nepomuk (1777–1841), királyi kamarás, királyi táblai ülnök, földbirtokos; ő volt, aki a híres Anna bált hozta létre lánya számára. Horváth János kamarás Baján 1803 április 21-én feleségül vette borsodi és katymári Latinovits Anna (1783–1862) kisasszonyt, aki egy leány- és 5 fiúgyermekét hozta világra. Az egyetlenegy lány szentgyörgyi Horváth Krisztina (1805–1827), akit Répceszentgyörgyön 1826. május 16-án vett el eleméri és ittebei Kiss Ernő (1799–1849) honvéd altábornagy, az aradi vértanúk egyike.

## Címere
Borovszky Samu monográfiájában Reiszig Ede leírása szerepel:
Törzsczímer: paizs kék udvarában kettősfarkú arany oroszlán, első jobb lábával kivont pallost tartva. Sisakdísz: vörösmezü férfikar kivont kardot tart.